# Тютьков, Владимир Дмитриевич
Владимир Дмитриевич Тютьков (14.07.1919, Оренбургская обл., Саракташский р-н, село Петровское — 04.12.1993, г. Ташкент) — советский конструктор сельскохозяйственных машин, лауреат Ленинской премии (1967).
В 1939—1942 г.г. служил в РККА. Призван в ряды Красной армии в 1939 году с первого курса Транспортного института в 274-й артиллерийский полк АРГК (артиллерия резерва главного командования). С 22 июня 1941 года по сентябрь 1942 года участвовал в боях на Юго-Западном фронте командиром орудия 152-х мм пушки-гаубицы. Тяжело контуженный, с переломом костей правой стопы, тазовой кости, двух ребер и ключицы эвакуирован в госпиталь, а затем выписан по решению ВТЭК инвалидом III группы. Награжден медалью "За победу над Германией в Великой Отечественной войне 1941-1945 г.г."
Окончил Средне-Азиатский политехнический институт (1947).
С 1947 г. работал в ГСКБ по машинам для хлопководства.
В 1967 г. присуждена Ленинская премия за участие в разработке конструкции, серийном производстве и внедрении хлопкоуборочной вертикально-шпиндельной двухрядной машины в сельское хозяйство.
Заслуженный изобретатель Узбекской ССР (1964). Награждён орденами и медалями.
Депутат Верховного Совета Узбекской ССР IV созыва.
Похоронен на Боткинском кладбище.
Семья: 
Отец: Тютьков Дмитрий Ефимович (1885 г.р.) - участник Первой мировой войны, в 1915-18 г.г. находился в австрийском плену. 
Мать: Тютькова Дарья Ивановна (в девичестве Тимкина, 1888 г.р.). 
Братья: Тютьков Георгий Дмитриевич (1912 г.р.) и Тютьков Александр Дмитриевич (1924 г.р.) - участники Великой Отечественной войны. 
В середине 1920-х г.г. переехали из Оренбуржья на постоянное место жительства в город Ташкент.
Публикации:
- Глущенко А. Д., Туранов Х. Т., Тютьков В. Д. Решение уравнений изгибных колебаний валов составного сечения хлопкоуборочных машин. Известия АН УзССР, сер. техн. наук, 1974, Л 2, с. 50 — 54.
- Памятка механику — водителю хлопкоуборочных машин 14 Х В—2,4 и 17 ХВ — 1,8 А. Сост.: П . А. Андреев, А. Б . Мясников, В. Д. Тютьков, В. А. Матюнин. Т., 1970. 27 с. (Узб. объединение «Узсельхозтехника» Совета Министров УзССР).—22 см. 2000 экз.